# LINQ
Language Integrated Query (LINQ, udtales "link") er en .NET Framework-komponent som giver query-funktionalitet med SQL-lignende syntaks i .NET-sprog.
Mange af koncepterne blev oprindeligt udviklet i Cω (C-Omega) projektet fra Microsoft Research. LINQ blev udgivet som en del af .NET Framework 3.5 den 19 november, 2007.
LINQ definerer mange operatorer der kan bruges til at hente vektorer, enumererbare klasser, XML, relationelle databaser og tredjeparts databaser. Dette kræver dog at data er indkapslet i objekter hvilket håndteres af LINQ.
LINQ består grundlæggende af et API af tilføjelsesmetoder (extension methods) som indeholder de funktioner der er nødvendige for at kunne foretage forespørgelser på en datakilde der implementerer grænsefladen IQueryable (oftest via ICollection der implementerer IEnumerable<T>).

## Eksempel
Linq-to-objects i C#.

```
/* 
   Der er nogle objekter i customers (af typen List<Customer>).
   Filtrer listen og returner de objekter hvor Lastname begynder med B.
   Sorter resultatet (efter Lastname) og returner det
   i variablen custs (nøgleordet 
var
 betyder at compileren selv skal finde frem til objekttypen).
*/

var custs = from c in customers
                     where c.Lastname.StartsWith("B")
                     orderby c.Lastname
                     select c;
```